# Dubovica
Dubovica é um município da Eslováquia, situado no distrito de Sabinov, na região de Prešov. Tem 17,16 quilômetros quadrados de área e sua população em 2018 foi estimada em 1.457 habitantes.

## Demografia
| Ano:        | 1994 | 2004   | 2014   | 2024   |
| ----------- | ---- | ------ | ------ | ------ |
| Broj ljudi: | 1421 | 1477   | 1479   | 1430   |
| Razlika:    |      | +3,94% | +0,13% | -3,31% |

| Ano:               | 2023 | 2024   |
| ------------------ | ---- | ------ |
| Número de pessoas: | 1445 | 1430   |
| Diferença:         |      | -1,03% |